# Бедюк
Бедюк — село в Агульском районе республики Дагестан. Входит в сельское поселение «Сельсовет „Ричинский“».

## Географическое положение
Расположено в 9 км к юго-западу от села Тпиг, в долине реки Акарлец (верховье реки Курах).
Ближайшие села: на северо-западе — Рича, на северо-востоке — Тпиг, на юго-востоке — Хвередж и Квардал, на юго-западе — Уна, на востоке — Куласу.

## Население
| 1895 | 1926 | 1939 | 1970 | 1989 | 2002 | 2010 |
| ---- | ---- | ---- | ---- | ---- | ---- | ---- |
| 221  | ↗292 | ↗315 | ↗397 | ↘174 | ↗303 | ↗305 |
| 2021 |      |      |      |      |      |      |
| ↘236 |      |      |      |      |      |      |

Согласно результатам переписи 2002 года, в национальной структуре населения агульцы составляли 100 %

## Достопримечательности
Недалеко от селения сохранились развалины Сарфун-шагьара. По преданию он был городом. Судя по захоронениям, Сарфун-шагьар был крупным поселением. Сохранились развалины сигнальной башни в местечке К1аг1лайрикк. До сих пор обнаруживают кладки стен.